# العلاقات التوفالية الدومينيكية
العلاقات التوفالية الدومينيكية هي العلاقات الثنائية التي تجمع بين توفالو ودومينيكا.

## مقارنة بين البلدين
هذه مقارنة عامة ومرجعية للدولتين:
| وجه المقارنة                                              | توفالو                         | دومينيكا              |
| --------------------------------------------------------- | ------------------------------ | --------------------- |
| المساحة (كم2)                                             | 26                             | 751                   |
| عدد السكان (نسمة)                                         | 11.19 ألف                      | 73.92 ألف             |
| الكثافة السكانية (ن./كم²)                                 | 43.04 ألف                      | 9.84 ألف              |
| العاصمة                                                   | فونافوتي                       | روسو                  |
| اللغة الرسمية                                             | اللغة التوفالوية، لغة إنجليزية | لغة إنجليزية          |
| العملة                                                    | دولار توفالو                   | دولار شرق الكاريبي    |
| الناتج المحلي الإجمالي (بليون دولار)                      | 39.73 مليون                    | 562.54 مليون          |
| الناتج المحلي الإجمالي (تعادل القوة الشرائية) بليون دولار | 38.93 مليون                    | 789.63 مليون          |
| الناتج المحلي الإجمالي الاسمي للفرد دولار أمريكي          | 3.29 ألف                       | 7.12 ألف              |
| الناتج المحلي الإجمالي للفرد دولار أمريكي                 | 3.77 ألف                       | 10.88 ألف             |
| مؤشر التنمية البشرية                                      |                                | 0.724                 |
| رمز المكالمات الدولي                                      | +688                           | +1767                 |
| رمز الإنترنت                                              | .tv                            | .dm                   |
| المنطقة الزمنية                                           | ت ع م+12:00                    | 00، توقيت أطلنطي موحد |

## منظمات دولية مشتركة
يشترك البلدان في عضوية مجموعة من المنظمات الدولية، منها:
| علم المنظمة | اسم المنظمة                                 | تاريخ انضمام توفالو | تاريخ انضمام دومينيكا |
| ----------- | ------------------------------------------- | ------------------- | --------------------- |
|             | مجموعة دول أفريقيا والكاريبي والمحيط الهادئ | ?                   | ?                     |
|             | منظمة حظر الأسلحة الكيميائية                | ?                   | ?                     |
|             | تحالف الدول الجزرية الصغيرة                 | ?                   | ?                     |
|             | الأمم المتحدة                               | 5 سبتمبر 2000       | 18 ديسمبر 1978        |
|             | دول الكومنولث                               | ?                   | ?                     |
|             | يونسكو                                      | 21 أكتوبر 1991      | 9 يناير 1979          |
|             | مؤسسة التنمية الدولية                       | 24 يونيو 2010       | 29 سبتمبر 1980        |
|             | البنك الدولي للإنشاء والتعمير               | 24 يونيو 2010       | 29 سبتمبر 1980        |
|             | الاتحاد البريدي العالمي                     | ?                   | ?                     |
|             | الاتحاد الدولي للاتصالات                    | 15 أغسطس 1996       | 28 أكتوبر 1996        |